# Catagonia aberrans
Catagonia aberrans är en tvåvingeart som först beskrevs av Camillo Rondani 1859.  Catagonia aberrans ingår i släktet Catagonia och familjen parasitflugor. Inga underarter finns listade i Catalogue of Life.